# Grammonota gentilis
Grammonota gentilis là một loài nhện trong họ Linyphiidae.
Loài này thuộc chi Grammonota. Grammonota gentilis được Richard C. Banks miêu tả năm 1898.